# Iota Cephei
Iota Cephei (ι Cep / 32 Cephei / HD 216228) es una estrella en la constelación de Cefeo, ocasionalmente conocida por el nombre de Alvahet.
De magnitud aparente +3,51, se encuentra a 115 años luz del sistema solar.
Iota Cephei es una gigante naranja de tipo espectral K0III.
Tiene una temperatura superficial de 4795 ± 28 K y brilla con una luminosidad 57 veces superior a la luminosidad solar.
La medida indirecta de su diámetro angular —2,84 milisegundos de arco— permite evaluar su diámetro, resultando ser este 11 veces más grande que el del Sol.
Tiene una masa de 1,35 masas solares y una edad estimada de 3830 millones de años.
Iota Cephei muestra una metalicidad inferior a la del Sol en un 30 % ([Fe/H] = -0,16).
Las abundancias relativas de níquel, itrio, lantano y cerio siguen la misma pauta pero otro grupo de elementos —como silicio, bario, praseodimio, neodimio y europio— presentan niveles comparables a los del Sol.
Iota Cephei puede estar físicamente asociada a HD 215588, estrella de tipo F5 de 1,2 masas solares, con la que formaría una binaria amplia.
La separación proyectada entre ambas estrellas es de casi 5 pársecs.